# Грушівка (Куп'янський район)
Гру́шівка — село (до 2009 — селище) в Україні, Куп'янському районі Харківської області. Входить до складу Кіндрашівської сільської громади. До 2020 року центр сільської ради. Населення  — 1294 чоловік.

## Географія
Село Грушівка знаходиться в місці впадіння річки Осинка в річку Сенек, вище за течією примикає до села Старовірівка, нижче за течією примикає до села Василівка. Поруч із селом проходить автомобільна дорога Н26 і залізниця, станція Старовірівка.

## Історія
Назву село Грушівка дістало не відразу. Тут була сприятлива для ведення господарства місцевість. Тож хуторам, які виникли, дали назви: Благодатний і Благодатівський. Згодом, за радянської влади, хутори набули статусу сіл.
Один куток хутора Благодатного назвали Дмитрівкою за іменем якогось Дмитра, який тут першим поселився. Жителі кутка займалися садівництвом, що послужило приводом до того, що в перші роки радянської влади тут був створений радгосп «Садовий розсадник». Радгосп весь час зростав, розвивався, міняв назву на «Куп'янський», потім на «Московський». На Грушівку була перейменована назва колишньої Дмитрівки. Згодом сюди перемістилися адміністративні й господарські органи і служби як села, так і радгоспу. Сільрада набула назви Грушівської.
Поблизу села протікає річка Осинова. Біля її верхів'я у 1185 році князь Ігор вів свій полк на бій з половцями.
7 (20) листопада 1917 року, відповідно до Третього Універсалу Української Центральної Ради, увійшло до складу Української Народної Республіки.
12 червня 2020 року, відповідно до розпорядження Кабінету Міністрів України № 725-р «Про визначення адміністративних центрів та затвердження територій територіальних громад Харківської області», увійшло до складу Кіндрашівської сільської територіальної громади.

## Населення

### Мова
Розподіл населення за рідною мовою за даними перепису 2001 року:
| Мова            | Кількість | Відсоток |
| --------------- | --------- | -------- |
| українська      | 1159      | 89.57%   |
| російська       | 130       | 10.05%   |
| білоруська      | 3         | 0.23%    |
| інші/не вказали | 2         | 0.15%    |
| Усього          | 1294      | 100%     |

## Економіка
- ВАТ Агрофірма «Московський»
- Східна фруктова компанія.

## Культура

### Грушівська сільська бібліотека
До революції точних даних про наявність бібліотеки в селі в ті роки немає. Хутори Дмитровє, Соляниківки, Благодатне стали основою заснування самого села Грушівка. Є відомості, що ті роки проживав в маєтку поміщика Сардінакі, революціонер — народник П. І. Войнаральський, який мав особисту бібліотеку. Товариші і односельці брали в нього для користування художню та наукову літературу.
У перші роки радянської влади відомостей про створення бібліотеки немає. В цей час було засновано радгосп «Садовий розсадник» таку ж назву стало мати і село. В післявоєнні роки бібліотека на селі існувала, але в якому приміщенні — не відомо.
З 1954 по 1957 роки в радгоспі, який в той час мав назву «Вишневий», була створена бібліотека. Один раз на місяць брали в районній бібліотеці комплекти книг для читання та обміну.  Кошти на придбання нової літератури почала виділяти профспілка, фонд бібліотеки почав поступово поповнюватися новою літературою На книгах стояла печатка профспілки, інвентарних номерів не було.  В 1955 році книги були власністю радгоспу «Вишневий». Книжковий фонд на той час складав 200 примірників, на придбання нових книг кошти періодично виділялися.
Зараз бібліотека розташована у приміщенні сільського клубу, який побудували в 1957 році. Для неї виділена окрема кімната, укомплектований книжковий фонд. Бібліотека почала працювати в 1960 році. Весь цей час бібліотека була профспілковою. В 1977 році вона стала підпорядковуватися централізованій бібліотечній системі районного відділу культури і туризму Куп'янської районної державної адміністрації. Книжковий фонд Грушівської сільської бібліотечної філії складається із книг і періодичних журналів для дітей та дорослих. Проводяться культурно-масові заходи  різної тематичної спрямованості. У 2012 року бібліотеці подарували комп'ютер. З 2013 року і по цей час бібліотеку очолює Кулинок Людмила Іванівна. 

## Об'єкти соціальної сфери
- Дитячий садок.
- Школа.